# Paul Jolles
Paul Rudolf Jolles (* 25. Dezember 1919 in Bern; † 11. März 2000 ebenda) war ein Schweizer Diplomat.
Paul Jolles war ein Sohn des Journalisten Leo Jolles und seiner Ehefrau Ida, geb. Hegnauer. Jolles studierte an den Universitäten Bern, Lausanne und Harvard, wo er mit einer Dissertation The Theory of Civil Liberties in Swiss and American Constitutional Law promovierte. In seiner Studienzeit trat er dem Schweizerischen Zofingerverein bei. Ab 1943 war er Mitarbeiter der schweizerischen Bundesverwaltung, zunächst im Eidgenössischen Politischen Departement (heute EDA), wo er in Washington, D.C. am Abschluss des Abkommens über deutsche Vermögenswerte in der Schweiz von 1946 mitwirkte, anschliessend im Volkswirtschaftsdepartement. Von 1957 bis 1961 war er stellvertretender Generaldirektor der Internationalen Atomenergieorganisation in Wien.
Im Jahr 1961 holte ihn Bundesrat Hans Schaffner als Delegierten des Bundesrates für Handelsverträge zurück nach Bern. Von 1966 bis 1984 war Jolles Direktor des Bundesamtes für Aussenwirtschaft, ab 1979 im Rang eines Staatssekretärs. Er hatte massgeblichen Anteil an der Aushandlung des bilateralen Freihandelsabkommens von 1972 zwischen der Schweiz und der Europäischen Wirtschaftsgemeinschaft.
Jolles war ausserdem Präsident der Kunsthalle Bern. Nach seinem Rücktritt aus dem Staatsdienst wurde er Verwaltungsratspräsident des Nestlé-Konzerns und Privatdozent an der Universität Bern. Er war Ehrendoktor in Jurisprudenz und im Jahr 1984, zusammen mit Fritz Leutwiler, Preisträger des Freiheitspreises der Max Schmidheiny-Stiftung.
Paul Jolles war mit Erna Jolles, geb. Ryffel, verheiratet.
Seine Tochter, Claudia Jolles, ist langjährige Chefredaktorin der Schweizer Kunstzeitschrift Kunstbulletin.